# Église Saint-Lambert de Bouvignes-sur-Meuse
 (juillet 2023).
L’église Saint-Lambert est un édifice religieux catholique sis au cœur du village de Bouvignes-sur-Meuse, près de Dinant dans la province de Namur, en Belgique. De style gothique l’édifice n‘en a pas moins conservé des éléments architecturaux de style plus ancien. Dans ses parties principales l’église date des XVe et XVIe siècles et abrite un riche patrimoine artistique. Les services pastoraux sont assurés par les chanoines prémontrés de Leffe.

## Histoire
A la fin du XIIe siècle Bouvignes est un bourg prospère, deuxième en importance dans le comté de Namur, mais en rivalité constante avec sa voisine Dinant, qui relevait de la principauté de Liège. Bouvignes obtient ses premiers privilèges d’autonomie urbaine en 1213. Aussi l’église qui y est construite (sur les fondations d’un édifice plus ancien) est-elle déjà de dimension respectable. Le premier édifice est consacré en 1217 par Thierry, suffragant de l’évêque de Liège.

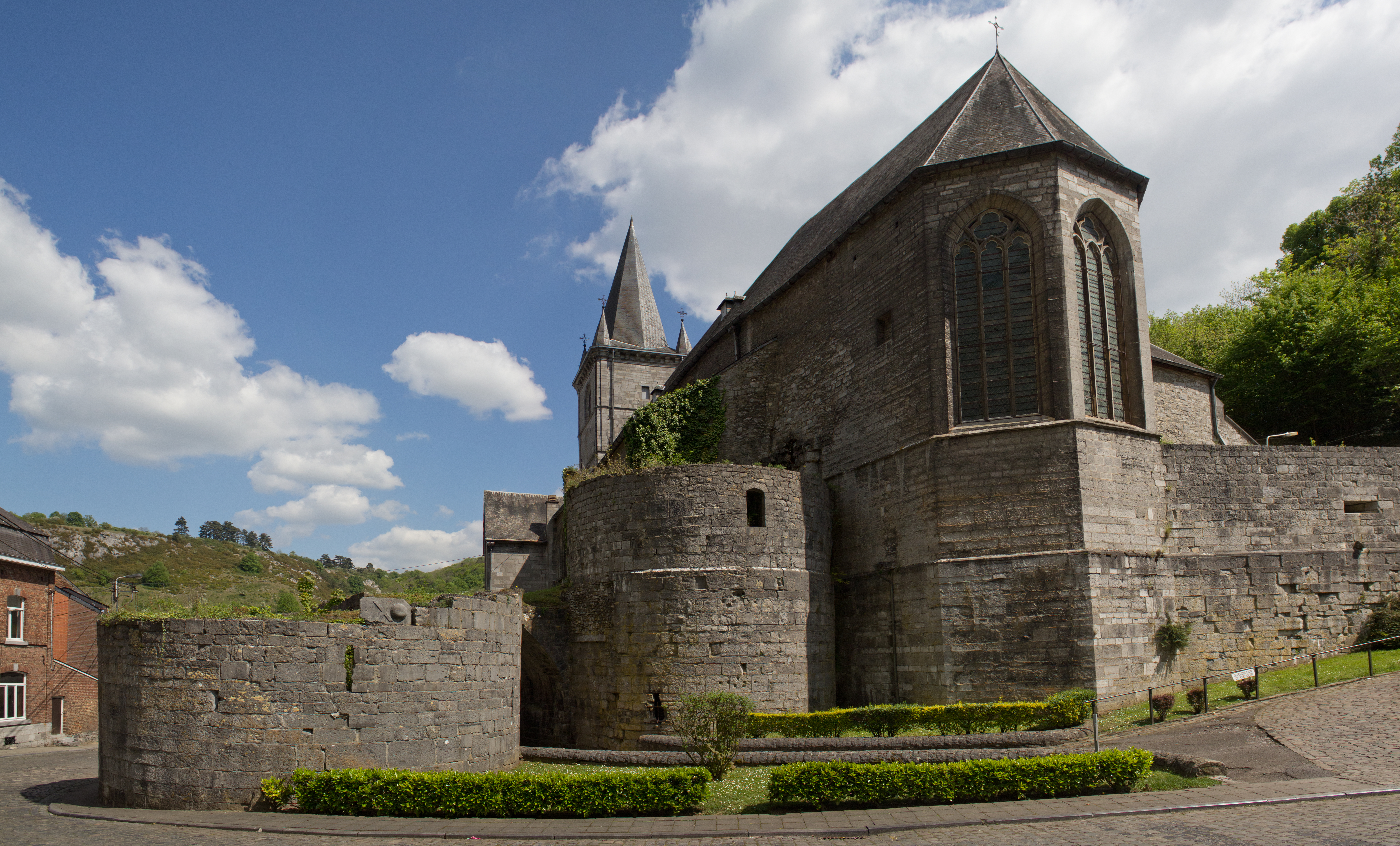
Le chœur occidental de l'église est adossé à l'enceinte de la ville, près de l'ancienne porte de La Val

C’est au pied de l’édifice religieux, construite sur un promontoire rocheux, que se développe la cité des ‘batteurs de cuivre’. La ville de Bouvignes atteint une grande prospérité au XVe siècle. L’architecture de l’église en est un reflet. Sa dimension est de 54 mètres de longueur. Son patrimoine religieux et artistique est à l’avenant du statut économique et financier des bourgeois de la ville. Elle est siège d’un doyenné jusqu'à l’érection du diocèse de Namur (1559).
Au début du XVIe siècle la ville de Bouvignes est à son apogée. L’église est agrandie et remaniée plusieurs fois. Sa haute tour est achevée en 1550.
Ville et église subissent déjà des dégâts en 1466, aux mains de Bourguignons, mais le déclin commence avec la campagne du roi de France au milieu du siècle. En juillet  1554 les troupes du roi de France Henri II mettent à sac la ville et incendient l’église de Bouvignes, lors de leur campagne contre Philipe II d’Espagne. La restauration débute en 1559. En 1770: nouvelle catastrophe.
Un grand escalier, destiné à améliorer l’accessibilité à l’église, fut construit en 1892. Il donne directement sur la place du bailliage, au chœur de l'ancienne ville de Bouvignes.
Mais dans les temps plus récents ce sont les combats d’aout 1914 (début de la Première Guerre mondiale) qui furent particulièrement dévastateurs, à Dinant et à Bouvignes. Des obus allemands endommagent gravement l’église (23 aout 1914). De grands travaux de réparation et restauration ont lieu entre de 1924 à 1927, sous la direction du curé Évariste Hayot. Malheureusement l’église est de nouveau bombardée par les Allemands en mai 1940. Proche de la Meuse elle est une fois de plus victime des combats pour le contrôle du fleuve.

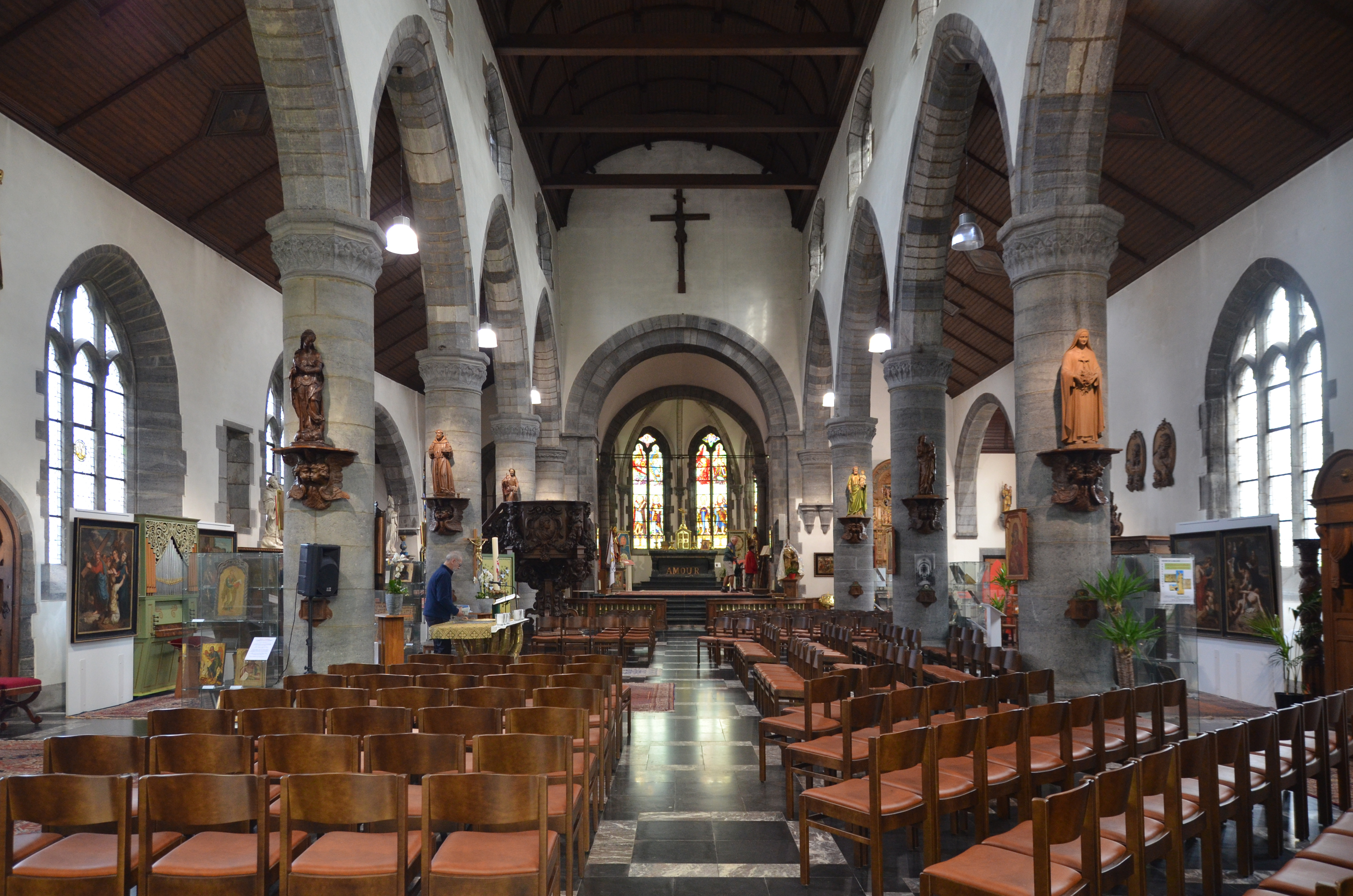
Vue de la nef vers le chœur.

En 1975 la ville de Dinant (dont Bouvignes fait désormais partie) procède à la réfection du clocher et l’intérieur est réaménagé, en fonction des réformes liturgiques introduites par le concile Vatican II. En 1998, l’église récupère son trésor liturgique. L’ensemble est exposé depuis lors dans une pièce attenante à son chœur occidental.
A l’occasion du 800e anniversaire (2017) de la dédicace de l’église son coq, démonté lors d’une tempête en 1999, est réinstallé au sommet du clocher. La toiture est également refaite en 2018.
L’église paroissiale Saint-Lambert est classée comme monument historique en 1948.

## Patrimoine
Outre le trésor liturgique de l’église (qui se trouve dans une pièce aménagée près du chœur occidental) l’église possède un riche patrimoine religieux et artistique : l’aigle-lutrin du XVIe siècle, le nouveau maitre-autel du XXe siècle (œuvre des artistes Simon Lewi (1924-2020) et Piotr Stolowsky, les orgues (déplacées au-dessus de la salle du trésor), le banc de communion, des toiles, et quantité de statues de saints (dont saint Walhère, originaire de Bouvignes), médaillons et pierres funéraires.

### La chapelle Saint-Nicolas
Chapelle ouverte dans le collatéral nord de l’église la chapelle Saint-Nicolas est une des parties les plus anciennes de l’église Elle existait avant 1420. On peut y voir des colonnettes et chapiteaux de la première moitié du XIIIe siècle. Les autres chapelles (dont une chapelle Sainte-Barbe, proche de la tour Sainte-Barbe), ont disparu.

### Le retable de la Passion

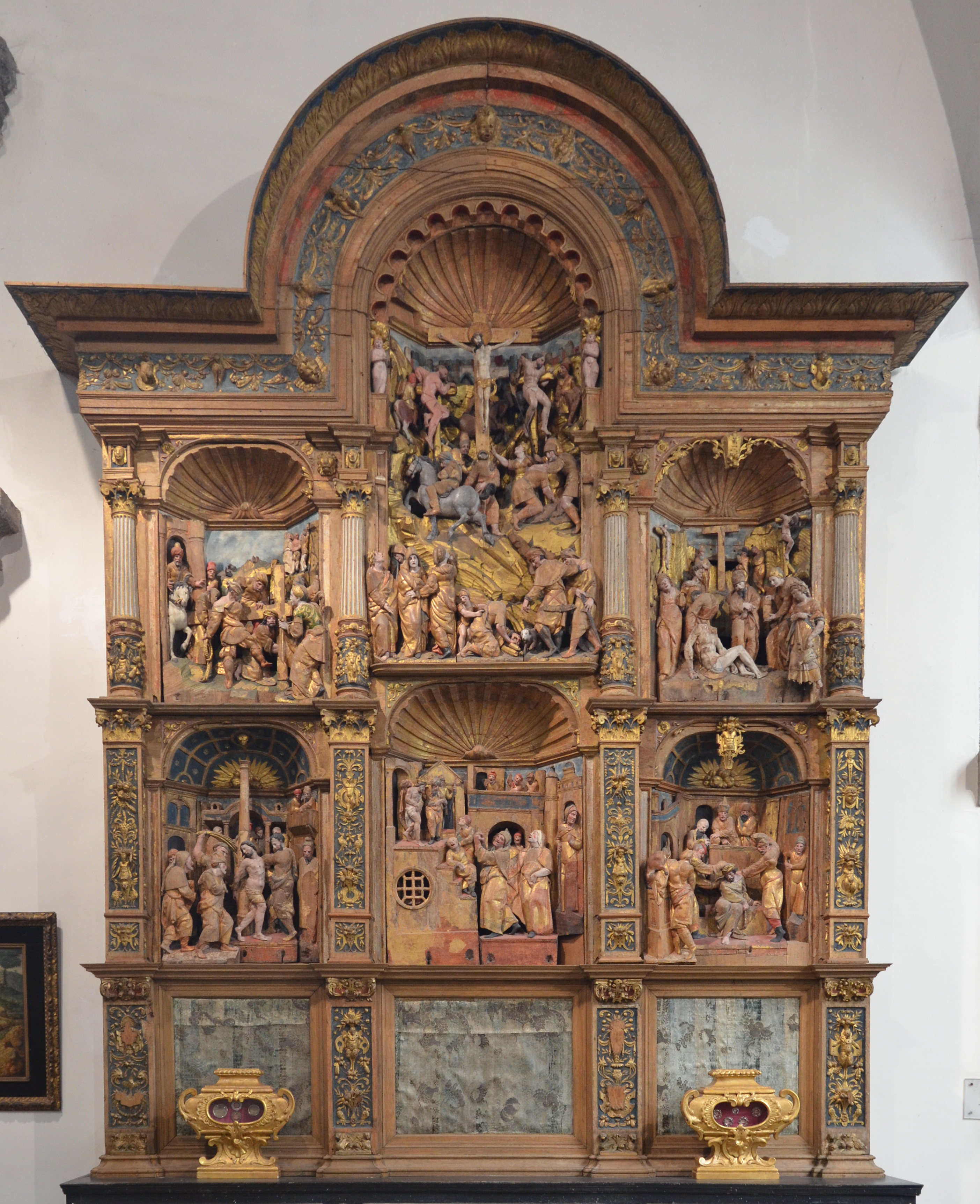
Le retable de la Passion, dans l'église de Bouvignes

Le retable en bois polychromé est composé d’une prédelle de 0,70 mètre de hauteur, et d’une partie supérieure à deux étages de trois niches chacun. Il mesure 3,50 mètres de hauteur. La niche centrale de la deuxième rangée qui illustre Jésus sur la croix est de dimension deux fois plus grande. Chacune de ces niches accueille un groupe sculpté représentant un épisode de la Passion du Christ. Le programme iconographique de l’œuvre lui a donné sa dénomination de 'retable de la Passion' ou 'retable de la Vraie Croix'.
Réalisé dans un atelier anversois au milieu du XVIe siècle il fut offert par des bourgeois de la ville et installé au dessus du maitre-autel après la restauration de 1557. Il s’agit d’un précieux témoin d’inspiration Renaissance, dans la vallée mosane. Aujourd’hui, ce retable de la Passion est conservé sur un autel secondaire situé dans le bas-côté sud de l’édifice. Œuvre de l’ébéniste bouvignois Jean Leuthard, cet autel est constitué d’un sarcophage encastré sous une table d’autel, en bois peint à l’imitation du marbre.
Au fil des siècles, l’ensemble s’est dégradé. Seul un des trois panneaux peints de la prédelle est conservé. Disparu pendant longtemps il a été retrouvé en octobre 2015 et restitué à l’église Saint-Lambert. Le retable fit l’objet d’une restauration au début des années 1990 et fut repris dans la liste des biens classés de la Communauté française en mars 2010.

### Le «Christ aux liens» (Ecce homo)
L'œuvre est une remarquable sculpture du Christ (Ecce homo) ayant subi les humiliations et outrages de la passion. Ligoté aux mains et aux pieds, assis sur un rocher et couronné d’épines, il pleure dans l’attente d’être conduit au Golgotha. La statue – taillée dans le chêne - est de grande dimension (1m78) et date du début du XVIe siècle. Elle serait l’œuvre d’un artiste brabançon (dont le nom n’est pas connu).

### La chaire de vérité

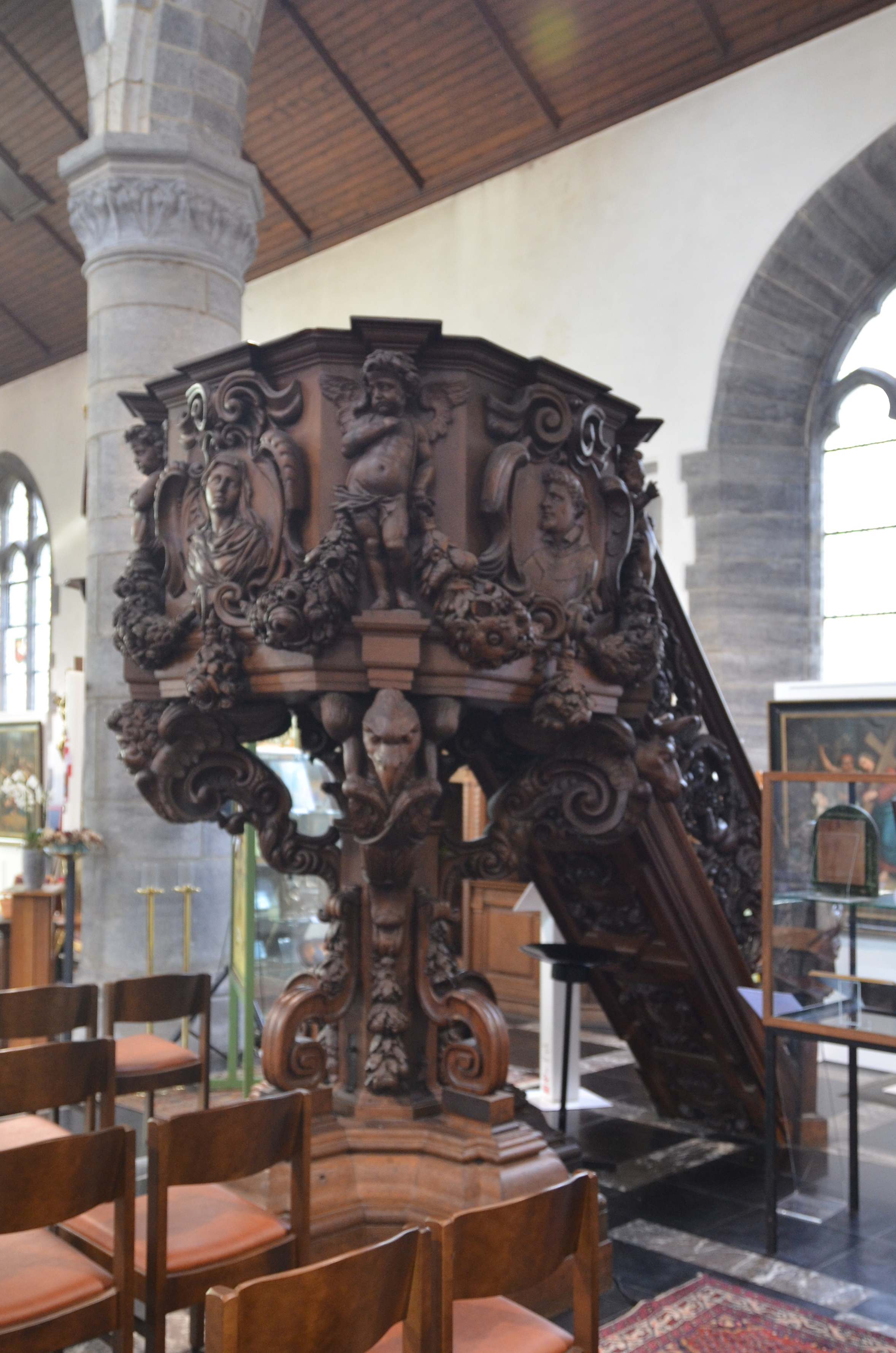
Chaire de vérité provenant de l'abbaye de Floreffe.

La chaire de vérité est un chef d’œuvre du XVIIe siècle. Sculptée dans le chêne (mais ayant perdu son abat-voix) la chaire est œuvre du sculpteur Pierre Schleiff (1601-1640). Elle fut rachetée en 1770 à l’abbaye de Floreffe. Aux angles soutenant la cuve les évangélistes sont représentés par les symboles qui leur sont traditionnels: l’aigle pour saint Jean, l’enfant pour saint Matthieu, le lion pour saint Marc et le taureau pour saint Luc. Au départ de la rampe d’escalier les bustes des saint Pierre et saint Paul.
Sur chacune des faces de la cuve des médaillons représentent la Vierge-Marie, saint Augustin, saint Jean et saint Norbert, le fondateur des Prémontrés.

### Lame funéraire
Parmi les dalles et monuments funéraires il faut relever la lame funéraire réalisée pour Antoine de Nassogne (+1621) et sa femme, Marguerite le Bidart (+1629) qui date de 1629. Elle est un bel exemple de dinanderie, artisanat local des ‘batteurs de cuivre’ (qui fit la réputation et prospérité de Bouvignes).